# Chlorocebus
Chlorocebus es un género de primates catarrinos de la familia Cercopithecidae que incluye seis especies de monos que habitan en África subsahariana.

## Uso en investigación científica
Los monos Chlorocebus en África están comúnmente infectados con el virus de inmunodeficiencia de simios (VIS). Las investigaciones genéticas mostraron que el genoma de estos monos estaba moldeado por selección natural, en particular por virus, incluido el VIS relacionado con el VIH que causa el SIDA en humanos.
Los monos Chlorocebus son un organismo modelo importante para los estudios del SIDA, microbioma, desarrollo, comportamiento, neurodegeneración, metabolismo y obesidad. Se secuenció un genoma de mono verde (Chlorocebus sabaeus), una especie de género Chlorocebus, y la referencia del genoma con anotaciones está disponible en los navegadores del genoma NCBI Chlorocebus_sabeus 1.1 y Ensembl Vervet-AGM. Las investigaciones genómicas en los monos Chlorocebus incluyen estudios de genética de poblaciones en África y el Caribe, y la caracterización de la regulación de la expresión génica en el desarrollo en el cerebro y los tejidos periféricos desde la infancia hasta la edad adulta, durante el desarrollo prenatal y durante la reacción al estrés psicosocial relacionado con la reubicación y el aislamiento social.

## Especies
Género Chlorocebus
- Chlorocebus aethiops
- Chlorocebus cynosuros
- Chlorocebus djamdjamensis
- Chlorocebus dryas
- Chlorocebus pygerythrus
- Chlorocebus sabaeus
- Chlorocebus tantalus